# Дробовка
Дро́бовка (бел. Дробаўка) — посёлок в составе Мощаницкого сельсовета Белыничского района Могилёвской области Республики Беларусь.

## Население
- 2010 год — 6 человек